# Laphria melania
Laphria melania là một loài ruồi trong họ Asilidae. Laphria melania được Bigot miêu tả năm 1878. Loài này phân bố ở miền Australasia.